# О-Бон
О-Бон (фр. Eaux-Bonnes; окс. Aigas Bonas, буквально — «Хорошие воды») — коммуна в юго-западной части Франции, находящаяся в регионе Аквитания. Департамент коммуны — Атлантические Пиренеи. Входит в состав кантона Олорон-Сент-Мари-2. Округ коммуны — Олорон-Сент-Мари.
Курорт, развиты зимние виды спорта. На территории коммуны находятся 6 теплых сернистых источников.
Площадь — 38,52 км². Население на 2009 составляет 418 человек.
Код INSEE коммуны 64204.